# (464365) 2016 AB149
(464365) 2016 AB149 es un asteroide perteneciente al cinturón de asteroides, descubierto el 16 de diciembre de 2006 por el equipo Spacewatch desde el Observatorio Nacional de Kitt Peak (Arizona, Estados Unidos).